# Соколе (гміна Чарне)
Соколе (пол. Sokole) — село в Польщі, у гміні Чарне Члуховського повіту Поморського воєводства.
Населення — 139 осіб (2011).
У 1975-1998 роках село належало до Слупського воєводства.

## Демографія
Демографічна структура станом на 31 березня 2011 року:
|          | Загалом | Допрацездатний вік | Працездатний вік | Постпрацездатний вік |
| -------- | ------- | ------------------ | ---------------- | -------------------- |
| Чоловіки | 72      | 17                 | 49               | 6                    |
| Жінки    | 67      | 18                 | 35               | 14                   |
| Разом    | 139     | 35                 | 84               | 20                   |